# Keulse tuimelaar
De Keulse tuimelaar is een van oorsprong Nederlands sierduivenras dat na 1920 in de buurt van Keulen is veredeld. Vroeger werd ook wel de benaming 'Holländer' gebruikt.
Het is een middelgrote duif. De duif heeft een vrij lage stand en een licht afhellende houding. De borst is vol en goed gerond.